# Чемпионат Болгарии по футболу
Первая профессиональная футбольная лига (болг. Първа професионална футболна лига) или Первая лига (болг. Първа лига, официальное название: Efbet Лига) — высший дивизион болгарского футбольного чемпионата. Турнир проводится под эгидой Болгарского футбольного союза и Болгарской профессиональной футбольной лиги.

## Правила
После 26 тура чемпионат делится на две группы (1 группа — 6 команд, 2 группа — 8 команд).
Первая группа играет ещё 10 матчей, по итогам которых определяется чемпион и участники европейских турниров.
Вторая группа делится на две подгруппы, одна из которых включает в себя 7-е, 10-е, 11-е и 14-е места турнирной таблицы, а другая —  8-е, 9-е, 12-е и 13-е места. В каждой подгруппе проводится 6 игр, после чего начинается плей-офф фаза.

## История
Чемпионат Болгарии по футболу проводится с 1924 года по олимпийской системе и с 1948 года по круговой системе. Попытки сформировать лигу на первом уровне болгарского футбола были предприняты до 1948 года. В период с 1937 по 1940 год в Болгарии была создана «Национальная футбольная дивизия» (НФД) с десятью командами, которые играли друг против друга. Чемпион НФД был объявлен чемпионом Болгарии.

### «А» Республиканская футбольная группа

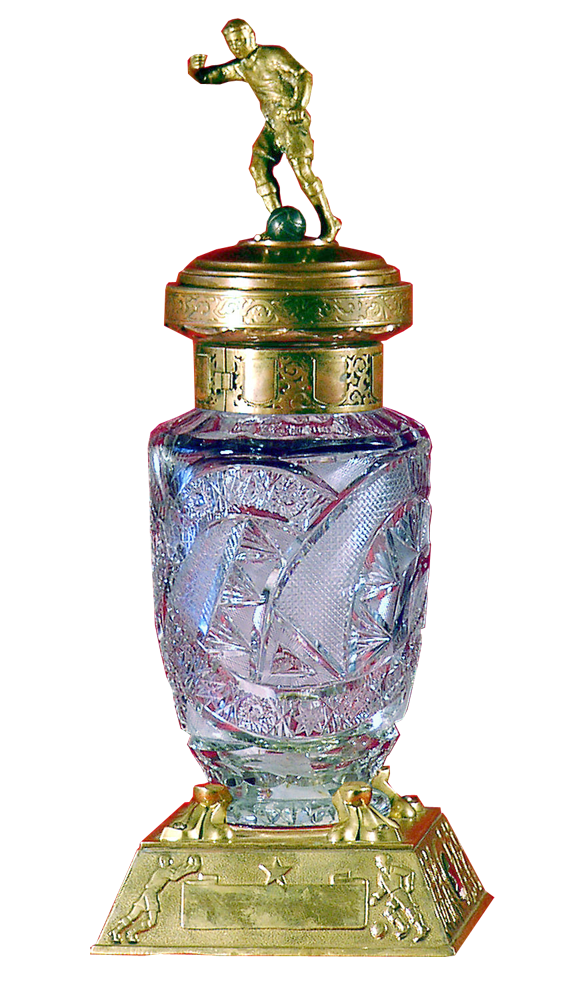
Кубок «А» РФГ

Осенью 1948 года стартовал первый чемпионат «А» РФГ. В нем принимали участие 10 клубов: столичные команды - Левски, Септември при ЦДВ, Локомотив, Славия и Спартак, а также Ботев (Варна), Славия (Пловдив), Марек (Станке Димитров), Бенковски (Видин) и Любислав (Бургас). Первым чемпионом «А» РФГ (сезон 1948/49) стал Левски.
Следующий сезон 1949/50 был не завершён. После матчей первого тура чемпионат был остановлен из-за массовых перестроек в спортивном обществе Болгарии. Была принята новая система — весна-осень. Осенью 1949 года были проведены отборочные турниры для определения участников РФГ сезона 1950, в котором приняли участие 10 команд. В следующие два сезона количество команд увеличилось до 12 команд, а в сезоне 1953 года их было 15 (16-й командой в этом сезоне была сборная Болгарии под названием «Национальная команда», которая играла вне зачёта. В сезонах 1954 и 1955 в «А» РФГ было 14 команд, а в сезонах 1956 и 1957 — 10).
Весной 1958 года чемпионат был прекращен. В Болгарии происходят новые преобразования в футболе. Старая система «А» РФГ — осень-весна возвращена. Несмотря на то, что команды сыграли только один матч друг с другом, ЦДВА был объявлен чемпионом. В этом сезоне никто не вылетел и никто не вышел.
Частые колебания количества команд в «А» РФГ продолжались в 60-х годах прошлого века. В первые два сезона после реформ 1958 года их было 12. В период 1960—1962 — 14, а до сезона 1967/68 — 16.
В конце 1960-х годов настало время для реформ. В Болгарии происходят массовые слияния клубов и консолидация спортивных обществ. Наиболее известными являются слияния ЦСКА «Червено знаме» и Септември  (София) в ЦСКА «Септемврийско знаме»; Левски и Спартак в Левски-Спартак; Локомотив и Славия в ЖСК Славия; Ботев (Пловдив), Спартак (Пловдив) и Академик в АФД Тракия. Судьба большей части провинциальных команд аналогична. Эти реформы произошли во время зимнего перерыва сезона 1968/69. На место Спартака в группу «А» пришёл Академик (София) — команда из «Б» РФГ.
После проведения реформ с зимы 1968 по 2000 год количество команд в «А» РФГ было 16 команд с двумя на вылет. В сезонах 1971/72 и 1972/73 наблюдается самый большое количество участников «А» РФГ — 18 команд.

### Высшая профессиональная футбольная лига
После 52-летней истории «А» РФГ была нарушена на пороге нового тысячелетия, когда лидеры БФС провели смелые реформы. В 2000 году была создана Высшая профессиональная футбольная лига с 14 командами. Количество участников сохранилось по сегодняшний день. Только регламент в каждом сезоне были разные. После окончания сезона 2000/01 две последние команды вылетали автоматически, а 12-й играла в стыковых матчах. Изменения регламента в сезоне 2001/02 имеют историческое значение. Чемпионат ВПФЛ делится на два этапа. Первый - регулярный сезон, в котором 14 команд играют друг с другом в два круга (26 туров). Второй этап - плей-офф. Группа делится на две подгруппы. 
Команды занявшие с 1-го по 6-е место на первом этапе играют между собой в круг, чтобы определить чемпиона и участников европейских турниров, команды, которые заняли места с 7-го по 14-е, играют по тому же принципу, чтобы определить выбывшие команды. Этот уникальный эксперимент в истории болгарского футбола не повторится в следующем сезоне 2002/03 (14 команд играют в соответствии с хорошо известным регламентом «А» РФГ, каждый с каждым в два круга).

### «А» профессиональная футбольная группа
Возвращением к традициям «А» РФГ является создание в 2003 году «А» профессиональную футбольную группу (16 команд). Регламент друг против друга в два круга. В сезоне 2005/06 года слово «Профессиональная» убрали из названии, оставив «А» футбольная группа. Перед началом сезона 2013/14 руководство БФС решило, что в  «А» футбольной группе будут участвовать 14 команд.

### Первая профессиональная футбольная лига
7 июня 2016 года название чемпионата было изменено на «Первая профессиональная футбольная лига» или сокращено на «Первая лига» после утверждения новых критериев лицензирования клубов.
Согласно Постановлению о чемпионатах и турнирах по футболу в системе БФС 2017/18 год, на первом этапе команды проведут два матча друг против друга в два круга, т.е. в регулярном сезоне снова будет 26 туров. На втором этапе чемпионата команды сохранят свои очки и снова будут разделены на две группы. Победители с первого по шестое место сыграют между собой, после чего будет определён чемпион Болгарии, который получит право участвовать в предварительных раундах Лиги чемпионов,  команды занявшие второе и третье место - Лига Европы.
Команды, занявшие в регулярном сезоне с 7 по 14 место, формируют две группы. Группа А будет включать команды на 7-е, 10-е, 11-е и 14-е в турнирной таблице после первого этапа. В группе Б будет соответственно 8-й, 9-й, 12-й и 13-й.

## Чемпионы Болгарии по футболу
| - 1924 — чемпионат не был завершён - 1925 — Владислав (Варна) - 1926 — Владислав (Варна) - 1927 — чемпионат прерван - 1928 — Славия (София) - 1929 — Ботев (Пловдив) - 1930 — Славия (София) - 1931 — АС-23 София - 1932 — Шипшенски Сокол - 1933 — Левски - 1934 — Владислав (Варна) - 1935 — Спортклуб (София) - 1936 — Славия (София) - 1937 — Левски - 1938 — Тича (Варна) - 1939 — Славия (София) - 1940 — ЖСК (София) - 1941 — Славия (София) - 1942 — Левски - 1943 — Славия (София) - 1944 — чемпионат не был завершен - 1945 — Локомотив (София) - 1946 — Левски - 1947 — Левски - 1948 — Септември при ЦДВ - 1949 — Левски - 1950 — Левски - 1951 — ЦСКА (София) | - 1952 — ЦСКА (София) - 1953 — Левски - 1954 — ЦСКА (София) - 1955 — ЦСКА (София) - 1956 — ЦСКА (София) - 1957 — ЦСКА (София) - 1958 — ЦСКА (София) - 1959 — ЦСКА (София) - 1960 — ЦСКА (София) - 1961 — ЦСКА (София) - 1962 — ЦСКА (София) - 1963 — Спартак (Пловдив) - 1964 — Локомотив (София) - 1965 — Левски - 1966 — ЦСКА (София) - 1967 — Ботев (Пловдив) - 1968 — Левски - 1969 — ЦСКА (София) - 1970 — Левски-Спартак - 1971 — ЦСКА (София) - 1972 — ЦСКА (София) - 1973 — ЦСКА (София) - 1974 — Левски-Спартак - 1975 — ЦСКА (София) - 1976 — ЦСКА (София) - 1977 — Левски-Спартак - 1978 — Локомотив (София) - 1979 — Левски-Спартак | - 1980 — ЦСКА (София) - 1981 — ЦСКА (София) - 1982 — ЦСКА (София) - 1983 — ЦСКА (София) - 1984 — Левски-Спартак - 1985 — Левски-Спартак. - 1986 — Берое (Стара-Загора) - 1987 — ЦФКА «Средец» - 1988 — Витоша - 1989 — ЦФКА «Средец» - 1990 — ЦСКА (София) - 1991 — Этыр (Велико-Тырново) - 1992 — ЦСКА (София) - 1993 — Левски - 1994 — Левски - 1995 — Левски - 1996 — Славия (София) - 1997 — ЦСКА (София) - 1998 — Литекс (Ловеч) - 1999 — Литекс (Ловеч) - 2000 — Левски - 2001 — Левски - 2002 — Левски - 2003 — ЦСКА (София) - 2004 — Локомотив (Пловдив) - 2005 — ЦСКА (София) - 2006 — Левски - 2007 — Левски | - 2008 — ЦСКА (София) - 2009 — Левски - 2010 — Литекс (Ловеч) - 2011 — Литекс (Ловеч) - 2012 — Лудогорец (Разград) - 2013 — Лудогорец (Разград) - 2014 — Лудогорец (Разград) - 2015 — Лудогорец (Разград) - 2016 — Лудогорец (Разград) - 2017 — Лудогорец (Разград) - 2018 — Лудогорец (Разград) - 2019 — Лудогорец (Разград) - 2020 — Лудогорец (Разград) - 2021 — Лудогорец (Разград) - 2022 — Лудогорец (Разград) - 2023 — Лудогорец (Разград) - 2024 — Лудогорец (Разград) |

## Достижения клубов
| Клуб                | Чемпион | 2-е место | 3-е место                                                                         |
| ------------------- | --- | --- | --------------------------------------------------------------------------------- |
| ЦСКА                | 31 (1948, 1951, 1952, 1954, 1955, 1956, 1957, 1958, 1959, 1960, 1961, 1962, 1966, 1969, 1971, 1972, 1973, 1975, 1976, 1980, 1981, 1982, 1983, 1987, 1989, 1990, 1992, 1997, 2003, 2005, 2008) | 26 (1949, 1953, 1968, 1970, 1974, 1977, 1978, 1979, 1984, 1985, 1988, 1991, 1993, 1994, 2000, 2001, 2006, 2007, 2009, 2010, 2012, 2014, 2017, 2018, 2019, 2023)                                                 | 7 (1963, 1998, 2002, 2004, 2011, 2013, 2021)                                      |
| Левски (София)      | 26 (1933, 1937, 1942, 1946, 1947, 1949, 1950, 1953, 1965, 1968, 1970, 1974, 1977, 1979, 1984, 1985, 1988, 1993, 1994, 1995, 2000, 2001, 2002, 2006, 2007, 2009)                               | 34 (1925, 1929, 1940, 1943, 1948, 1951, 1952, 1956, 1958, 1960, 1961, 1964, 1966, 1969, 1971, 1972, 1975, 1976, 1981, 1982, 1983, 1987, 1989, 1992, 1996, 1998, 1999, 2003, 2004, 2005, 2008, 2011, 2013, 2016) | 13 (1924, 1951, 1957, 1959, 1962, 1967, 1978, 1980, 2010, 2012, 2017, 2018, 2019) |
| Лудогорец           | 14 (2012, 2013, 2014, 2015, 2016, 2017, 2018, 2019, 2020, 2021, 2022, 2023, 2024, 2025) | - | -                                                                                 |
| Славия              | 7 (1928, 1930, 1936, 1939, 1941, 1943, 1996) | 10 (1932, 1934, 1950, 1954, 1955, 1959, 1967, 1980, 1990, 1991) | 12 (1940, 1942, 1964, 1965, 1966, 1970, 1973, 1982, 1986, 1997)                   |
| Локомотив (София)   | 4 (1940, 1945, 1964, 1978) | 6 (1941, 1946, 1947, 1957, 1965, 1995) | 9 (1949, 1952, 1954, 1960, 1968, 1979, 1996, 2007, 2008)                          |
| Черно море          | 4 (1925, 1926, 1934, 1938) | 6 (1928, 1930, 1935, 1936, 1938, 1939) | 3 (1939, 1953, 2009)                                                              |
| Литекс              | 4 (1998, 1999, 2010, 2011) | 1 (2002) | 3 (2003, 2006, 2014)                                                              |
| Ботев (Пловдив)     | 2 (1929, 1967) | 2 (1963, 1986) | 11 (1930, 1956, 1961, 1981, 1983, 1985, 1987, 1988, 1993, 1994, 1995)             |
| Локомотив (Пловдив) | 1 (2004) | 2 (1973, 2021) | 4 (1969, 1974, 1992, 2005)                                                        |
| Спартак (Варна)     | 1 (1932) | 2 (1931, 1933) | 3 (1929, 1955, 1984)                                                              |
| Берое               | 1 (1986) | 1 (2015) | 1 (1972)                                                                          |
| Спартак (Пловдив)   | 1 (1963) | 1 (1962) | -                                                                                 |
| Этыр                | 1 (1991) | - | 2 (1989, 1990)                                                                    |
| Септември           | 1 (1935) | - | -                                                                                 |
| Дунав               | — | 1 (1937) | 1 (1931)                                                                          |
| Вардар              | — | 1 (1942) | —                                                                                 |
| Строител            | — | 1 (1950) | -                                                                                 |
| Велбажд             | - | - | 3 (1999, 2000, 2001)                                                              |
| Академик            | - | - | 2 (1950, 1976)                                                                    |
| Чавдар              | - | - | 1938                                                                              |
| Левски (Пловдив)    | - | - | 1941                                                                              |
| Спартак (Плевен)    | - | - | 1958                                                                              |
| Ботев (Враца)       | - | - | 1971                                                                              |
| Марек 2010          | - | - | 1977                                                                              |
| ЦСКА 1948           | - | - | 2023                                                                              |

### Достижения по городам
| Город          | Чемпионства | Выигрывавшие клубы                                                                                        |
| -------------- | ----------- | --- |
| София          | 70          | ЦСКА София (31), Левски София (26), Славия София (7), Локомотив София (4), АС-23 (1), Спортклуб София (1) |
| Разград        | 14          | Лудогорец (14)                                                                                            |
| Варна          | 5           | Черно Море Варна (4), Спартак Варна (1)                                                                   |
| Пловдив        | 4           | Ботев Пловдив (2), Локомотив Пловдив (1), Спартак Пловдив (1)                                             |
| Ловеч          | 4           | Литекс Ловеч (4)                                                                                          |
| Велико-Тырново | 1           | Этыр |
| Стара-Загора   | 1           | Берое Стара-Загора (1)                                                                                    |

## Рекорды

### Командные
Пояснение: в рекордах типа больше/меньше всего (побед, голов и т. п.) указаны относительные рекорды (то есть в среднем за матч)
- Наибольшее количество чемпионств — ЦСКА София — 31 раз
- Наибольшее количество проведённых сезонов — Левски София, который участвовал во всех 85 чемпионатах
- Наименьшее количество проведённых сезонов — Бенковски Видин, Червено Знаме Павлекени, Розова долина Казанлак, Академик Варна, Олимпик Тетевен, ПФК Несебыр и Черноморец-Бургас-София провели в чемпионате лишь один сезон
- Больше всего побед за один сезон — ЦСКА София — 25 из 30 матчей в сезоне 2004/05
- Меньше всего побед за один сезон — 0 из 30 матчей — Черноморец-Бургас-София (в сезоне 2006/07)
- Наибольшее число поражений за один сезоне — 29 из 30 матчей — Раковски Русе (в сезоне 1996/97) и Черноморец-Бургас-София (в сезоне 2006/2007)
- Наименьшее число поражений в сезоне — 0 из 30 матчей — ЦСКА София (в сезоне 2007/2008)
- Наибольшее число забитых голов за один сезон — Левски София — 96 голов в 30 матчах в сезоне 2006/07
- Наименьшее число забитых голов за один сезон — 8 в 30 матчах — Черноморец-Бургас-София (в сезоне 2006/07), Светкавица (в сезоне 2011/12)
- Наибольшее число пропущенных голов за один сезон — Черноморец-Бургас-София — 131 (из 30 матчей в сезоне 2006/07)
- Наименьшее число пропущенных за один сезон — 7 в 30 матчах — ЦСКА София (в сезоне 1951) и Спартак София (в том же сезоне)
- Самая крупная победа — ЦСКА София 12:0 Торпедо Русе в 1951

### Персональные
- Чаще остальных становился чемпионом — Манол Манолов с ЦСКА София — 12 раз
- Больше всего матчей в чемпионате — Марин Бакалов — 454 матчей за Ботев Пловдив, ЦСКА София, Спартак Пловдив, Марица Пловдив и Олимпик Тетевен
- Лучший бомбардир в истории чемпионата — Петар Жеков — 253 гола; 8 за Димитровград, 101 за Берое (Стара-Загора) и 144 за ЦСКА София
- Больше всего голов за один сезон — Христо Стоичков — 38 голов за ЦСКА София в сезоне 1989/90
- Больше всего голов в одном матче — Петар Михайлов (за ЦСКА София против Торпедо Русе в 1951), Иво Георгиев (за Спартак Варна против Спартак Пловдив в 1995/96), Тодор Праматаров (За Славию София против Раковски Русе в 1996/97) и Цветан Генков (за Локомотив София против Черноморца-Бургас-София в 2006/2007) — каждый забил по 6 мячей в одном матче

## Телекомпании
С 2000 по 2008 год Болгарское национальное телевидение обладает полными правами на трансляцию чемпионата на Канале 1.
В сезоне 2008/09 права на вещание были приобретены частными каналами TV2 и Ринг ТВ на 3 плюс 2 года. У БНТ есть право выбора одного матча каждого тура.
В сезонах 2009/10 и 2010/11 PRO.BG (ранее TV2) и RING.BG (Ринг ТВ) покупают права на трансляцию полного пакета из 6 матчей каждого раунда.
В конце сезона 2010/11, после объединения PRO.BG с bTV, канал был переименован в bTV Action, которая продолжает вещать только в кабельной сети. Новые владельцы не хотят платить полную сумму за права.
За несколько дней до начала сезона 2011/12 частный канал TV7 через Валентина Михова и Цветана Василева приобрел права и транслировал по 2 матча каждого тура. БНТ 1 получает выбор матчей. Остальные матчи транслируются в прямом эфире в Интернете на сайтах Livesport.bg, Bookmakers.bg и Sportline.bg. Кубок Болгарии транслируется на канале спутникового оператора Булсатком - TV+. Впоследствии, снова возникают нарушения оплаты.
На начало нового сезона 2012/13 клубы отказались от предложений на трансляцию от 4 телекомпаний - БНТ, TV7, TV+ и Нова, и по этой причине первые несколько туров не транслировались. В конце концов, с 10-го тура, Булсатком - TV+ начинает вещание (1 или 3 матча), а БНТ - 2 матча. В течение весенней части сезона, контракт с TV+ был расторгнут. Весной 2013 года был подписан контракт на три года с 7 Медия Груп, а встречи транслировались на TV7 и News7. В соответствии с этим контрактом команды получают в общей сложности 4,5 млн. Левов в год, 40% из которых распределяются поровну между всеми командами, 30% распределяются в соответствии с турнирной таблицы в середине сезона, 15% - в соответствии с турнирной таблицы в конце сезона и 15% для комнад первой шестёрки (Лудогорец, ЦСКА, Левски, Берое, Черноморец и Литекс). Таким образом, каждая команда получает минимум 128 тысяч левов за участие в чемпионате. 
С сезона 2014/15, после того, как TV7 и News7 обанкротились, и после первых нескольких туров права перешли к Нова Броудкастинг Груп, которая начала трансляцию матчей на телеканале Нова и Диема. С весны 2015 года группа запустила дополнительный платный пакет - Диема Екстра, так как основные встречи проходят на новом платном канале Диема Спорт. С сезона 2015/16 группа также запустила второй платный канал - Диема Спорт 2.